# Tūranganui-a-Kiwa / Poverty Bay

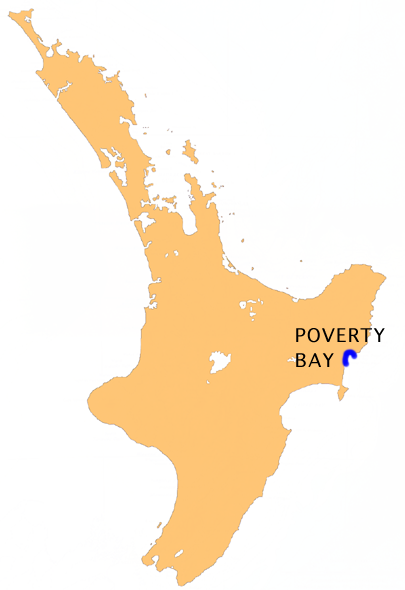
Lage der Tūranganui-a-Kiwa / Poverty Bay an der Nordinsel Neuseelands

Die Tūranganui-a-Kiwa / Poverty Bay, auf vielen Landkarten noch Poverty Bay genannt, ist die größte mehrerer direkt aufeinander folgender Buchten entlang der Ostküste der Nordinsel Neuseelands, südlich des East Cape.
Die Bucht bildet zwischen Tuaheni Point im Norden und Young Nick's Head im Süden einen beinahe kreisförmigen 270-°-Bogen mit einem Durchmesser von rund 8 Kilometern und einer Bogenlinie von rund 12 Kilometern Länge. An der Nordflanke der Bay befindet sich die Stadt Gisborne, im allgemeinen Sprachgebrauch wird der Name Poverty Bay als Begriff für den gesamten Seebereich rund um die Stadt verwendet.
Die Tūranganui-a-Kiwa / Poverty Bay erhielt ihren ursprünglichen englischen Teile ihres Namens von Kapitän James Cook, der auf seiner ersten Expedition am 8. Oktober in der Bucht vor Anker ging und die Bucht in seinem Schiffslogbuch gegen 17:00 Uhr an dem Tag erstmals erwähnte. Der erste Landgang fand aber erst am folgenden Tag, am 9. Oktober östlich des Tūranganui River statt und wurde damit ein historischer Meilenstein in der Geschichte Neuseelands. Die erste Begegnung mit den Māori führte zum Tode von sechs Einheimischen während der Begrüßungszeremonie, weil der Haka fehlinterpretiert und als Angriff verstanden wurde. Dadurch war es Cook nicht möglich, die Vorräte der Endeavour aufzustocken. Cook musste seine Reise ohne Proviantergänzung fortsetzen. Aufgrund des Entsetzen über die verhängnisvolle Konfrontation erhielt die Bucht von ihm den Namen Poverty Bay (Bucht der Armseligkeit).

## Geschichte
1868 kam es in der Poverty Bay zu Kämpfen zwischen europäischen Siedlern und Māori. Te Kooti, ein aufständischer Häuptling, überfiel mit einer Gruppe von rund 300 Kriegern und auch mit Frauen und Kindern den Schoner Rifleman und überwältigte die Mannschaft ohne Blutvergießen. Die Māori waren zuvor von den Chatham-Inseln entkommen, wo sie ohne Gerichtsverfahren eingesperrt worden waren. Von hier aus riskierte Te Kooti über mehrere Jahre zahlreiche Überfälle mit Guerilla-Taktik auf bewaffnete Truppen der Pākehā (europäische Siedler) sowie mit diesen sympathisierender Māori-Gruppen, aber auch auf Siedler und andere Māori-Dörfer.

## Aktuelle Situation
Die Poverty-Bay-Region ist heute alles andere als arm. Bedingt durch das Klima und den fruchtbaren Boden wird das Gebiet um Gisborne als ein Anbaugebiet für Obst und Gemüse genutzt. Der reichliche Sonnenschein sorgt dafür, dass das Gebiet zusammen mit der Hawke’s Bay zu den bekanntesten Weinanbaugebieten Neuseelands gehört.
Darüber hinaus steigt seit ein paar Jahren die Attraktivität der Region für den Tourismus. Als Folge entstehen insbesondere rund um Gisborne und entlang der Poverty Bay viele neue Urlaubsdomizile.